# Escenas infantiles

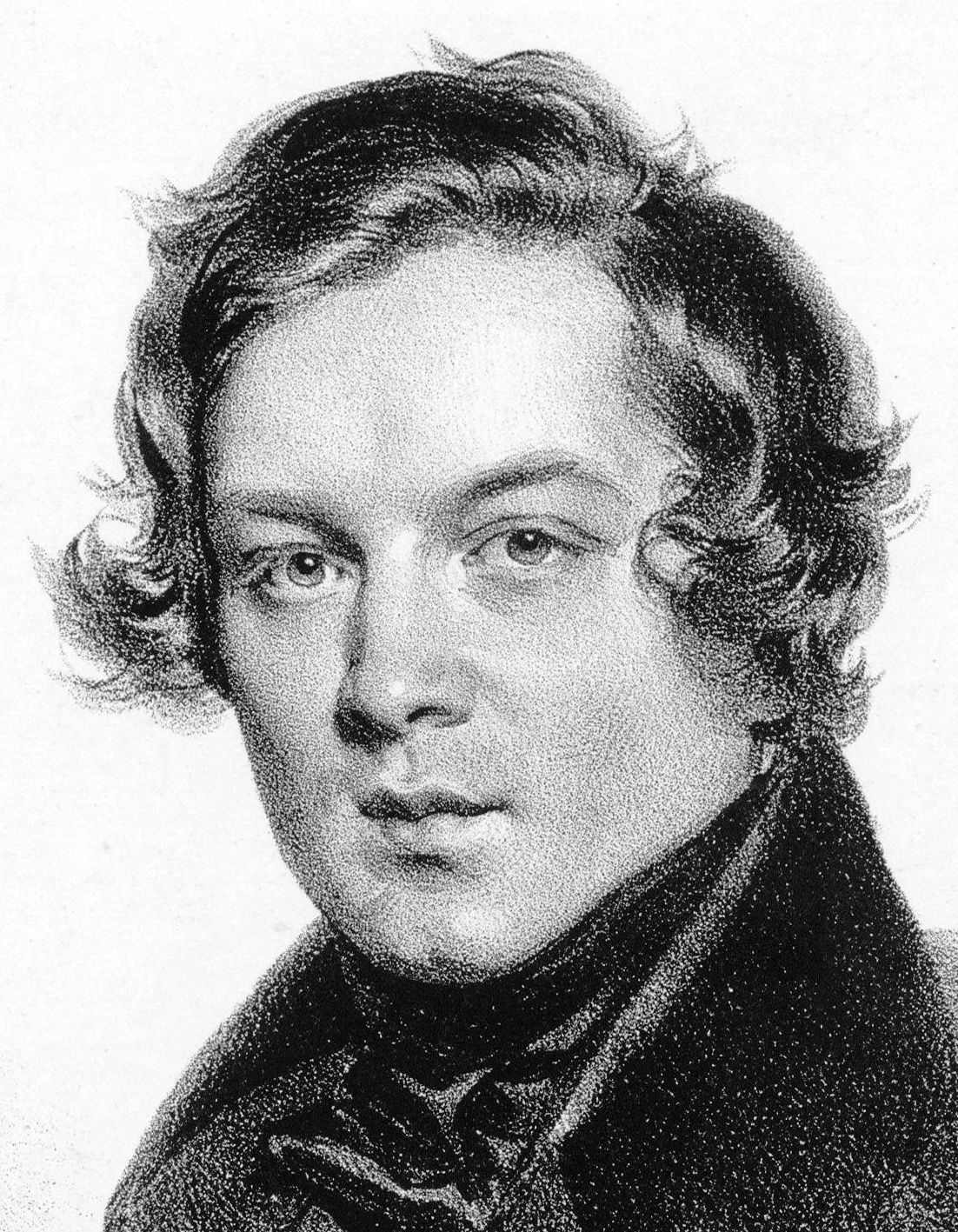
Robert Schumann en 1839.

Kinderszenen (Escenas infantiles, de la infancia o de niños), Op. 15 es un ciclo de trece piezas para piano compuestas por Robert Schumann en 1838, cuando tenía veintiocho años. La obra está inspirada en recuerdos de infancia del autor.

## Historia

### Composición

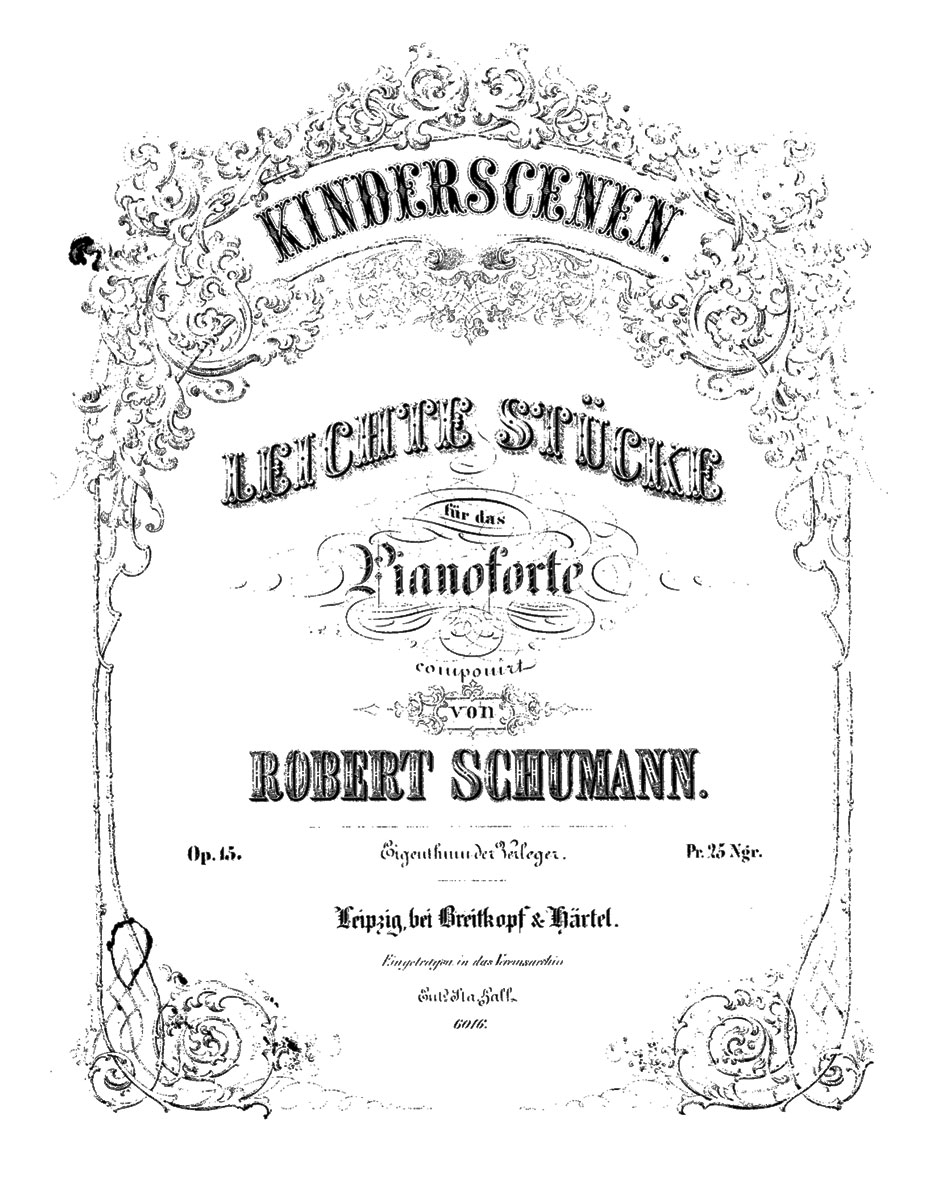
Portada de la primera edición.

La composición se desarrolló en la primavera de 1838. Se embarcó en la creación de este ciclo para superar un período difícil de separación de su prometida, Clara Wieck, que estaba de gira como pianista y cuyo padre se oponía a la idea de que ella se casara con el compositor. Surgió en un periodo atormentado de la vida del músico, aunque la obra presenta un carácter apacible. Ese mismo año también vio nacer varias obras maestras pianísticas, entre ellas su Kreisleriana, que contrasta con su carácter atormentado. 

Originalmente el maestro alemán había titulado el conjunto como Leichte Stücke (Piezas fáciles). Compuso treinta piezas para el ciclo, de las que seleccionó las trece que lo conforman. Las descartadas se publicaron más tarde como Bunte Blätter, Op. 99 y Albumblätter, Op. 124. Robert Polansky publicó un estudio sobre las descartadas. Se ha destacado la originalidad temática de las Kinderszenen y su carácter inaugural en la historia de la música. Schumann no tuvo predecesor, a excepción de François Couperin, que publicó los Petits Âges en el séptimo orden de su Second livre de pièces de clavecin en 1716-1717. El ideal estético y la dimensión autobiográfica están estrechamente ligados en la génesis de la obra. La elección del tema se debe sin duda al recuerdo de la joven Clara Wieck, a la que Robert había conocido a los nueve años. Más allá de este recuerdo personal, un examen del diario del compositor, de sus lecturas y escritos en la década anterior a la composición (1828-1838), revela un interés constante por el culto romántico de la infancia. A través de su lectura de los escritores alemanes Jean Paul, Ernst Hoffman y Anton Thibaut, el compositor construyó una concepción simbólica de la infancia que se acercaba a su ideal musical: profundidad poética en la sencillez. Las Kinderszenen constituyen para su autor una realización ejemplar de este ideal.

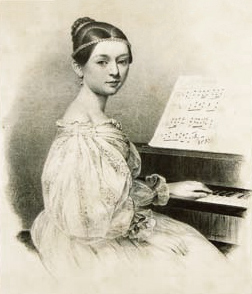
Clara Wieck en una litografía de 1835.

Ya en 1831, Clara, prodigio del piano entre la infancia y la adolescencia, inspiró a Robert una novela literaria titulada Die Wunderkinder. Según la estética de Hoffmann, Clara posee la pureza que es requisito moral de toda gran creación artística. Atormentado por su vida a veces disoluta, el maestro se sintió indigno de ella y vio en ella un ángel redentor que le aportaría serenidad. Durante una visita que le hizo a Dresde en enero de 1836, escribió en su diario: 

«Sé mi meta suprema, Clara, ángel de pureza e inocencia, devuélveme a la infancia.»

Al enviar esta colección a Clara, Schumann escribió:

«¿Es ésta una respuesta inconsciente al sentido de las palabras que una vez me escribiste: ¡a veces me haces sentir como un niño! Si es así, verás que a este niño le han crecido alas... Sin duda disfrutarás al interpretar estas pequeñas piezas, pero debes olvidarte de que eres una virtuosa (...) Debes mantenerte alejada de los efectos, y dejarte llevar por su gracia sencilla, natural y sin pretensiones.»

Clara vio la obra como un mensaje para sí misma y el 22 de marzo de 1839 escribió a Robert: 

«... y esta conmovedora sencillez que emana de ella, es un sentimiento tan verdadero, ¿no es así, es así como me amas?.»

Quizá por pudor tardó en hacerlo en público. No la incorporó a su repertorio hasta 1868, doce años después de la muerte del compositor.

### Publicación
La primera edición fue llevada a cabo en 1839  por la editorial Breitkopf & Härtel en Leipzig.

## Lista de piezas
Esta colección está formada por las siguientes piezas:
- N.º 1. Von fremden Ländern und Menschen (De extraños países y personas), en sol mayor.
- N.º 2. Kuriose Geschichte (Una historia curiosa), en re mayor.
- N.º 3. Hasche–Mann (El hombre del saco), en si menor.
- N.º 4. Bittendes Kind (El niño mimado), en si menor.
- N.º 5. Glückes genug (Felicidad suficiente), en re mayor.
- N.º 6. Wichtige Begebenheit (Un acontecimiento importante), en la mayor.
- N.º 7. Träumerei (Ensueño), en fa mayor.
- N.º 8. Am Kamin (En la chimenea), en fa mayor.
- N.º 9. Ritter vom Steckenpferd (Caballero en caballo de madera), en do mayor.
- N.º 10. Fast zu ernst (Casi demasiado serio), en sol sostenido menor.
- N.º 11. Fürchtenmachen (Espantoso), en sol mayor.
- N.º 12. Kind im Einschlummern (Niño adormecido), en mi menor.
- N.º 13. Der Dichter spricht (El poeta habla), en sol mayor.

La interpretación de esta obra dura aproximadamente entre 15 y 20 minutos.  

## Recepción de la obra
Aunque este ciclo no tuvo un gran éxito en vida de Schumann, tuvo un significado especial, al menos para él, que puede apreciarse sobre todo en dos cartas sucesivas a su editor fechadas el 21 y el 24 de marzo de 1838: «En mi opinión, estas pequeñas piezas son muy adecuadas como regalo, aunque sólo sea por su contenido, y además son fáciles y accesibles para todos. Me complacería que grabara las Kinderszenen de forma similar a su álbum.» «En cuanto a la decoración, sólo me refería al delicado formato similar del grabado, ya que me gusta cuando el exterior se corresponde en cierta medida con el carácter interior. El formato del papel podría seguir siendo el mismo de siempre, el margen ancho quizá podría estar bordeado con líneas. [...] Tanto para el tipo de letra del título como para el de las piezas individuales, por favor, utilice uno alemán bonito. Por lo demás, lo dejo todo a su gusto. [...] Agradecería enormemente la premura en el grabado y la impresión.»
Tras su publicación en 1839, el ciclo se emancipó cada vez más como un opus muy apreciado e influyó significativamente en las miniaturas programáticas románticas para piano. En la actualidad las Kinderszenen se encuentran entre las obras para piano más populares y más frecuentemente interpretadas del período romántico. Desde hace tiempo forman parte del repertorio estándar de las clases de piano. Los concertistas profesionales se enfrentan a ellas repetidamente en recitales o grabaciones en solitario. Piezas como Von fremden Ländern und Menschen o Träumerei también se interpretan a menudo como bises en los conciertos.

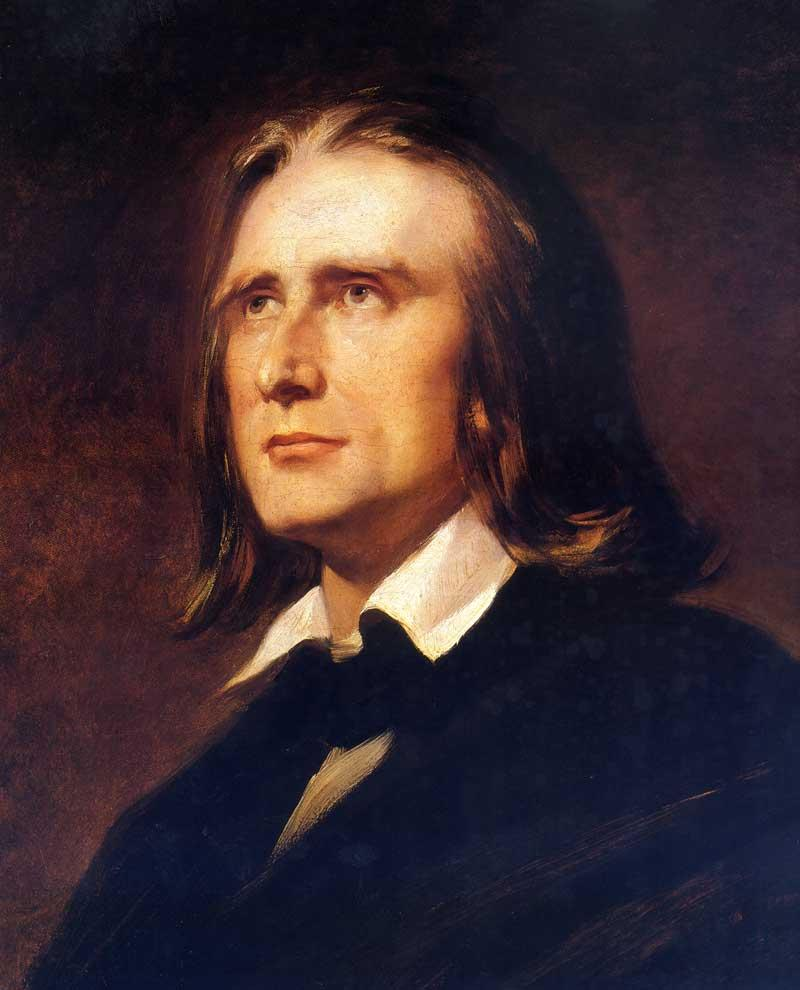
Franz Liszt en 1856.

### Reseñas
- Franz Liszt en 1855:[10]

«En las Kinderszenen [...] se revela esa gracia, esa ingenuidad que siempre da en el clavo, ese rasgo espiritual que a menudo nos conmueve tan peculiarmente en los niños y que, mientras su credulidad nos arranca una sonrisa, al mismo tiempo nos avergüenza por la astucia de sus preguntas, rasgo que también se encuentra en los comienzos de la cultura de los pueblos y forma ese tono de sencillez imaginativa que despierta el deseo de lo maravilloso.»

- Ernst Bücken en 1941:[11]

«Curiosamente, estas sencillas composiciones, que probablemente se inspiraron en el universalista muniqués Graf Pocci con sus canciones y piezas para piano para niños y niñas, ya fueron incomprendidas por los críticos contemporáneos (Rellstab) y posteriores, que las situaron mayoritariamente en la esfera de Ludwig Richter. Las Kinderszenen son [...] creadas por una imaginación que, evidentemente, sólo se ha metido en el paraíso de los niños y ha soñado en él durante unos bellos instantes. [Al contrario que Ludwig Richter, cuya imaginación se encuentra a gusto en este círculo Biedermeier, hasta el punto de que nunca sale de esta casa, el creador de las Kinderszenen no conoce la estrechez y la restricción Biedermeier. Schumann hace lo contrario. En la cadencia de la última pieza, "Der Dichter spricht", su imaginación, en una cita de las Fantasiestücke, se prepara una vez más para el vuelo hacia el reino de las grandes creaciones sonoras.»

- Hans Pfitzner:[12]

«Abrimos: Kinderszenen de Schumann, n.º 7, "Träumerei". Cada una de las pequeñas piezas de este opus es una estructura musical de fino encanto, poesía, musicalidad y, sobre todo, de la más personal idiosincrasia; pero quien entienda la causa de la música no reconocería que esta Träumerei destaca singularmente por la calidad de la melodía. Para los que no lo entiendan, se trata de una pieza en forma de canción con tónica, dominante, subdominante y las tonalidades más próximas -sin ninguna desviación de las habituales [...]. Pero para los que sabemos, ¡qué milagro de inspiración! ¿Qué se puede decir al respecto que pueda abrir la comprensión de aquellos a quienes esta melodía [...] no le ve 'ni pies ni cabeza'? - Nada. Podría hablar de la nobleza del lenguaje tonal, del carácter absolutamente inédito, profundamente personal, original de la melodía, de su tristeza alemana, tierna, - es como si las palabras volaran en círculos delante de los tonos, todas ellas, sumadas, no pueden ni remotamente decir lo que expresa la propia melodía. El título da una ligera indicación del estado de ánimo, que se hace aún más comprensible si uno se imagina que no es el ensueño de un niño (por lo tanto, no pertenece realmente a las Kinderszenen) y, en segundo lugar, un "ensueño", no una "ensoñación", - un sentimiento sensual, profundo, perdido, etéreo y, sin embargo, poderoso, como sugiere la famosa cabeza de Schumann apoyada en la mano. De este modo, uno podría seguir delirando hasta el infinito, sin evocar la magia de esta música con palabras; es una gota de música de la fuente más profunda; también estamos musicalmente degenerados y perdidos si nos despojamos de esta belleza.»

## Adaptaciones
Las Kinderszenen han sido arregladas para diversas instrumentaciones:
- Arreglo para guitarra hecho por Andrés Segovia.[13]
- Arreglo para cuarteto de cuerdas hecho por Benjamin Godard.[14]
- Arreglo para quinteto de viento metal hecho por Peter Knudsvig.[15]

Además, existen numerosos arreglos de movimientos individuales (especialmente Träumerei), por ejemplo, para violín y piano, para violonchelo y piano, así como para diversas instrumentaciones de cuarteto.

## En la cultura popular
Estas obras han servido de inspiración a artistas musicales de diversos géneros para crear sus propias versiones. Tanto las adaptaciones como las interpretaciones de la pieza original han sido incluidas en bandas sonoras de películas, programas de televisión, videojuegos, etc.
N.º 7. Träumerei (Ensueño)
- 1944 – Träumerei. La pieza n.º 7 Träumerei es una de las obras más conocidas de Schumann, cuyo título se utilizó para la película alemana sobre la vida del compositor.[17]
- 1947 – Pasión inmortal (Song of Love), película protagonizada por Katharine Hepburn en el papel de Clara Wieck en la que se utiliza esta pieza como tema inicial y final en la banda sonora.[18]